# Гречановский сельский совет
Гречановский сельский совет (укр. Гречанівська сільська рада) — входит в состав
Гадячского района
Полтавской области
Украины.
Административный центр сельского совета находится в 
с. Гречановка.

## История
- 1918 — дата образования.

## Населённые пункты совета
- с. Гречановка
- с. Зелёная Балка
- с. Николаевка
- с. Тригубщина